# 楊福綿

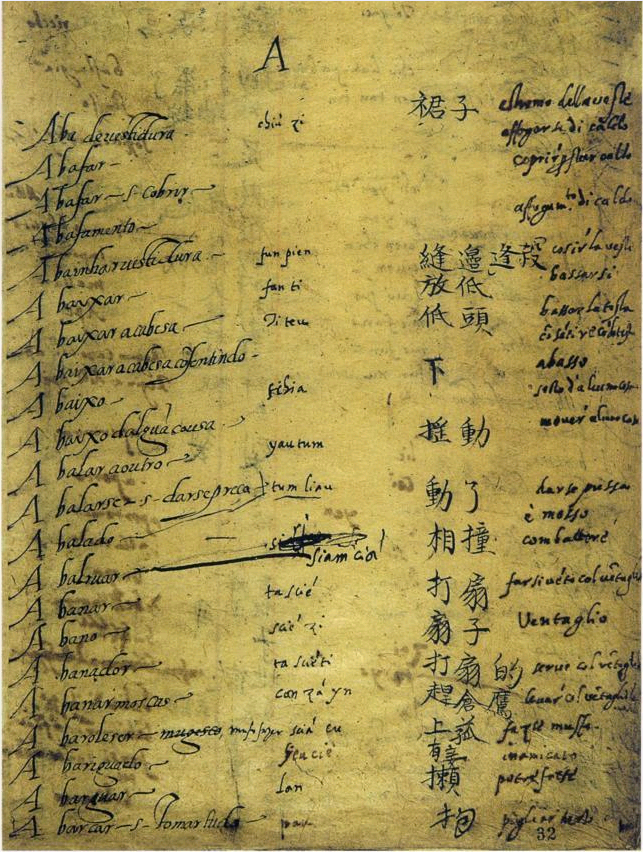
葡漢辞典

楊福綿（よう ふくめん、Paul Fu-mien Yang、1925年 – 1995年）は、中国出身のアメリカ合衆国のイエズス会士、言語学者。

## 生涯と業績
楊福綿は保定に生まれた。
1963年に台湾で話される客家語饒平方言の研究で東京大学の修士の学位を、1967年に客家の民族言語学的調査(An Ethnolinguistic Survey of Hakka)によってジョージタウン大学の博士号を得た。
楊福綿は西洋のカトリック宣教師による中国語（およびチベット・ビルマ語族）に関する関係文献を採集し、その目録を作った。
- The Catholic missionary contribution to the study of Chinese dialects. Louvain: Centre international de dialectologie générale. (1960)
- “Catholic Missionary Contributions to the Study of Tibeto-Burman, Miao-Yao, and Tai Languages Spoken in Southwestern China”. Proceedings of the International Conference on Sinology: section on linguistics and paleography. 中央研究院. (1981). pp. 293-312

楊福綿はローマを訪れてポルトガル語と中国語の辞典（『葡漢辞典』）を調査し、この辞典がミケーレ・ルッジェーリとマテオ・リッチの手になるものと判断し、16世紀の南京方言を反映するものと考えて、その発音・文法・語彙の研究を行った。
- “The Portuguese-Chinese Dictionary of Matteo Ricci: A historical and linguistic introduction”. Proceedings of the 2nd International Conference on Sinology (Taipei: Academia Sinica) 1:  191-241. (1989).

『葡漢辞典』は楊福綿没後の2001年にマカオで出版された。
楊福綿は1960年代に客家語の研究を行ったが、ここでも宣教師による研究が生かされている。
- “Elements of Hakka Dialectology”. Monumenta Serica 26:  305-351. (1967).

楊福綿は中国語諸方言に見える多音節語のうち、単音節の形態素に分解できないものの一部について、シナ祖語の子音連結を反映するものと考えた。たとえば「窟窿」（穴）は *KL- に、「胳膊」（腕）は *kə- 接頭辞に由来するものと考えた。
1970年代以降、楊福綿は多くの中国語研究分類目録を編集出版した。
- 中国語言学分類参考書目. 香港: 中文大学出版. (1974)
- 中国方言学分類参考書目. 香港: 中文大学出版. (1981)
- 中国詞彙学及辞典学分類参考書目. 香港: 中文大学出版. (1985)
- 中国語言学名詞彙編. 台湾学生書局. (1985)